# Dębniak (powiat siemiatycki)
Dębniak – osada leśna w Polsce położona w województwie podlaskim, w powiecie siemiatyckim, w gminie Mielnik.